# 同心暁蘭之介
『同心暁蘭之介』（どうしんあかつきらんのすけ）は、笹沢左保の原作で「週刊サンケイ」1981年8月13日号から1982年3月18日号まで連載された小説。
及びそれを映像化して1981年（昭和56年）10月8日から1982年（昭和57年）9月16日にフジテレビ系列で毎週木曜日の21時から21時54分に放映された連続時代劇。全45回。
フジテレビ木曜21時枠時代劇路線の最終作。

## 概要
文化・文政期の江戸北町奉行・小田切土佐守の配下で定廻り同心の暁蘭之介が、手先や与力・榊原主計、臨時廻り同心の同僚・斉藤典膳らと共に、町を脅かす各種犯罪の探索に当たる。
暁ら町奉行所の定廻り同心は、将軍の御成り先でさえ正装でなくてもよい「御成先御免」の着流しで、朱房の十手を携帯、髷は銀杏に結っていたが、これは彼らにのみ許された資格であった。
本作はセットや小道具などの細部にこだわりが見られ、十手も時代考証に基づき再現された真鍮製銀流し十手を用い、腰に差すのではなく、懐中に忍ばせるなどの細やかな配慮も見られる。
御用提灯も正面に御用とだけ記したそれっぽいものではなく、火袋上部に模様、正面に所属、左右に御用の文字を配するなどの再現性も高い。
尚、黒紋付羽織の家紋は視認性を重視し、本来の家紋サイズより大きい劇用のものが用いられ、岡っ引が房付十手を腰に差して捜査にあたるなど、時代劇としての妥協も見られる。

## 登場人物
- 暁蘭之介…杉良太郎 　北町奉行所・定廻り同心。

ストイックな性格で、当時の同心は小さな犯罪に目を瞑る代わりに袖の下を受け取ったり、商家や町名主から付け届けを受け取るのが慣習になっていたが、彼は決して受け取らない。その為、暁家はいつも家計が苦しく、ちょっとした小銭にも苦労する羽目になっている。八丁堀同心の中で一番の強者で、柔術と剣術の腕前は他の同心が倒される様な相手でも倒してしまう腕前の持ち主。
原作では志津という妻がいた。
- 辰吉…伊東四朗  　蘭之介配下の岡っ引。

暁から給金を貰えない事でいつもボヤいている。十手術など、戦闘能力は低いが、情報の収集能力などは高い。 原作では既婚者。
- 伊之助…赤塚真人　　蘭之介配下の下っ引

辰吉の弟分。
- おりき…清水由貴子　　蘭之介宅の住み込み女中

暁家の苦しい家計を切り盛りする女丈夫で、戦闘力は辰吉や伊之助より高い。蘭之介に想いを寄せており、暁家に女人が来訪すると嫉妬心を剥き出しにする。
- 鏑木蔵人…青木義朗 　北町奉行所・定廻り同心

容疑者や参考人等に苛烈な態度で臨む場合が多く、彼らを強引に連行して拷問にかけることもしばしば。一方で自分よりかなり高い身分の出身の妻を貰った為、彼女には尻に敷かれている。暁をライバル視しているが、いつも後塵を拝している。
- 斎藤典膳…高品格 　北町奉行所・定廻り同心。原作では臨時廻り同心。

金に汚く、袖の下を貰って罪人を逃がしたりなど、あくどい事もやる。
結果、自分の命を危なくすることもあった。
原作では鏑木蔵人と足して二で割ったような性格。
- 弥吉…うえだ峻　斎藤典膳配下の下っ引。原作では蘭之介配下の下っ引。

- 松蔵…伴淳三郎　　元・岡っ引で蕎麦屋「八町庵」の主人
- 榊原主計…岡田英次 　北町奉行所・与力

暁には一目も二目もおいている与力。困難な任務や、裏のある捜査などは暁に直接依頼、命令する事もある。
- 北町奉行・小田切土佐守…島田正吾

暁を信頼する奉行。御定法を超えた困難な事件には暁に特命を与えたり、幕府の幕閣にうまく話を通したりして、暁を助ける事もある。
- お蓮…松尾嘉代　　蘭之介達と親しい辰巳芸者
- 鏑木信乃…雪代敬子　　鏑木蔵人の妻

- 正木新之介…笠原明 　北町奉行所・定廻り同心
- 森 十蔵…高田大三 　北町奉行所・定廻り同心
- 村田惣市…若杉透 　北町奉行所・定廻り同心。原作では蘭之介より先輩格の臨時廻り同心。

- お千代…香野なつみ　　蕎麦屋「八町庵」の女中
- おすみ…稲田ゆみ子　　蕎麦屋「八町庵」の女中
- おさと…伊藤真奈美　　斎藤典膳宅の女中

## ゲスト
| 話数 | ゲスト出演者 |
| ---- | --- |
| 1    | 藤巻潤 菅貫太郎 左右田一平 植木絵津子 稲吉靖司 武内文平 池田道枝 植木絵津子 大江徹 和田周 亀井三郎 井口陽介 高松政雄 高橋幸代 内田佳昭 原博美 志村左近 森本三郎 大渕貴人 福野博美 波乃久里子（友情出演） |
| 2    | 萩尾みどり 吉田義夫 浦里はる美 幸田宗丸 井上博一 伊藤高 坂口芳貞 司英治 原博美 遠藤貫也 小海とよ子 青木万里子 今福将雄                                                                                   |
| 3    | 岡江久美子 船戸順 磯野秋雄 玉村駿太郎 小寺大介 司英冶 中川芳博 矢沢裕紀 甲斐浩 末安珠恵 大塚ちか子 梶三和子                                                                                              |
| 4    | 江木俊夫 小林かおり 西田良 柳沢紀子 外山高士 松尾正平 中川芳博 持原洋樹 原博美 磯野秋雄 井上幸子 司英治 門脇三郎 古川武生 原田千枝子 川合伸旺                                                            |
| 5    | 千野弘美 吉田次昭 野路きくみ 篠田薫 草間璋夫 八木和子 木村由美 古川武生 砂塚トミヨ 山田吾一 |
| 6    | 服部妙子 吉田豊明 高木二朗 石山雄大 小池雄介 柄沢英二 徳弘夏生 中平哲仟 角間進 都家歌六 草間璋夫 門脇三郎 穐山久美子 那須のり子 近藤恵二 石田信之                                                        |
| 7    | 鳥居恵子 平泉征 岩倉高子 江幡高志 灰地順 中平哲仟 内田直哉 笹入舟作 加藤土代子 山田登是 角田美和 |
| 8    | 山本昌平 加藤陵子 高橋義治 吉中六 宮田光 横山あきお 涌川吉雄 松尾正平 上田弘司 |
| 9    | 奈良富士子 神田隆 市村昌冶 河野弘 ひろみどり 関口和之 青山恭子 原鉄 大友淳 三重街恒二 伊藤鉱 新田修平 上野山功一                                                                                         |
| 10   | 青山良彦 村田みゆき 出光元 西川敬三郎 和田周 福井敬夫 夏木順平 内田佳昭 打出親五 矢野間清人 司英二 辻萬長                                                                                                |
| 11   | 小原秀明 佐々木勝彦 中田譲治 一柳みる 久保田鉄男 石井ひとみ 榎木兵衛 高崎良三 萩原賢三 水木京一 熊谷卓三 岩瀬裕美 川名美也子 矢沢裕紀 新井倫子 大塚ちか子 原口剛                                         |
| 12   | 紀比呂子 永井秀和 黒部進 加賀邦男 日野道夫 有馬光貴 築地博 夏木順平 原博美 持原洋樹 伊尾正子 桜井恵美子 安藤博信 砂塚トミヨ 吉田照義                                                                     |
| 13   | 香野小百合 星美智子 石山律雄 田村貫 湊俊一 牧野博美 内山森彦 木瓜みらい 森みどり 鳴海剛 林寛一 西尾麻里 藤木敬士                                                                                         |
| 14   | 垂水悟郎 内田喜郎 浜伸二 永井玄哉 宮島誠 晴乃ピーチク 相沢治夫 大木史朗 津路清子 原博美 鈴木義幸 築地博 松熊信義 草間璋夫 高橋修宏                                                                       |
| 15   | MIE 土方弘 飯田和平 五月晴子 石黒正男 池田信子 藤波香子 亜蘭美香 大島朱実 加藤茂雄 都家歌六 相馬勇 矢沢裕紀 持原洋樹 中屋敷鉄也 河原崎洋夫 湯浅洋行                                                      |
| 16   | 鈴鹿景子 住吉道博 宗方奈美 堀田眞三 市川千恵子 持原洋樹 原博美 鳴海剛 大友淳 木村英二 野川ひとみ 鹿島信哉 志村幸江 関口裕子 水巻令子                                                                     |
| 17   | 野川由美子 西田良 志喜屋文 今野博美 田村由美 矢沢裕紀 原博美 持原洋樹 松尾正平 鳴海剛 藤井康次 |
| 18   | 江利チエミ 早川保 成瀬昌彦 橘雪子 矢沢裕紀 岩瀬裕美 庄司顕仁 岡澤慶太 柴田嘉弥 清水愛 亀山美樹 清川虹子                                                                                                  |
| 19   | 小野武彦 倉野章子 森幹太 森章二 市原清彦 稲吉靖司 西本裕行 北条清嗣 沢井孝子 中島元 嶺川貴子 矢口純 三沼慶 夏木順平 鳴海剛 須賀不二男                                                                    |
| 20   | 野平ゆき 浜田寅彦 浜伸二 宇南山宏 武知杜代子 宮内順子 山本廉 粟津號 榎木兵衛 戸川暁子 入江正徳 大友淳 |
| 21   | 東てる美 根岸明美 唐沢民賢 信実一徳 中屋敷鉄也 小池雄介 首藤恭介 松尾文人 桜井丈夫 |
| 22   | 加納竜 森田理恵 田口計 野口ふみえ 河村弘二 高橋明 水村秦三 永谷悟一 竜駿介 萩原竹夫 上野綾子 福井教夫 清水武 角田英二 原博美 打出親五 大木久子 根上淳                                                    |
| 23   | 長谷川稀世 剣持伴紀 桂広行 東大路昌弘 若松和子 黒田福美 近藤準 松浪志保 三上剛 石原昭宏 熊谷卓三 那須のり子 池上とし江                                                                                   |
| 24   | 井上昭文 浦辺粂子 上月左知子 保科三良 小山源喜 鈴木千絵 志喜屋文 水木京一 木下俊彦 佐藤功 原田千枝子 永井雅春 武田知可子 美船洋子 新井恵巳 池上とし江 川又敏江 葉山葉子                                  |
| 25   | 福本清三 早乙女愛 平松慎吾 小池栄 前沢迪雄 早川研吉 持原洋樹 大友淳 曽根信次 藤井康次 佐藤好将 湯浅洋子 木原幸子 加藤茂雄 打出親五 小海とよ子 志村幸江                                                   |
| 26   | 淡島千景 伊達三郎 菅沼赫 大久保正信 原博美 和久陣八 鳴海剛 大竹あかね 花原照子 今野博美 長谷部亮 草間璋夫                                                                                                |
| 27   | 池玲子 天草四郎 森下哲夫 藤江リカ 福原秀雄 田村貫 兼松隆 原博美 熊谷卓三 河合良子 富田浩史 |
| 28   | 左とん平 石井富子 高野眞二 下塚誠 中村孝雄 宮島誠 小瀬朗 茜ゆう子 橘雪子 木瓜みらい 稲川善一 近藤隆信 藤正則 内田佳昭 原博美 長谷部亮 大友淳                                                             |
| 29   | 山本みどり 渥美国泰 片岡五郎 内田喜郎 大原穣子 内田直哉 石垣守一 原博美 鳴海剛 門脇三郎 河井良子 水尾理枝子 高崎蓉子                                                                                     |
| 30   | 入江若葉 東大路昌弘 玉村駿太郎 長谷部亮 大友淳 内田正之 持原洋樹 鳴海剛 湧吉雄 門脇三郎 野上麗子 田中ひろみ 野辺綾子                                                                                     |
| 31   | 山本紀彦 生田悦子 姫ゆり子 武内文平 新谷由美子 榎木兵衛 梓ようこ 吉佐美聖子 松田茂樹 打出親五 松田浩二 高橋健太                                                                                          |
| 32   | 有吉ひとみ 江見俊太郎 堀礼文 青木英隆 斉藤みよ子 船渡信二 中庸助 桂広行 加藤茂雄 邦創典 藤井康次 玉木弓子 中井啓輔                                                                                       |
| 33   | 水原麻記 山下洵一郎 松下達夫 高杉哲平 一の瀬玲奈 福原秀雄 松尾正平 草間璋夫 若柳千代美 |
| 34   | 内田良平 山本ゆか里 江藤潤 長尾深雪 黒木佐甫良 弘松三郎 加藤和恵 永谷悟一 中平哲仟 望月太郎 神田亜矢子 北村克美 伊達弘国 桜井恵美子 明石景子 秋永和彦                                                    |
| 35   | 八名信夫 清川新吾 伊藤真奈美 内田佳昭 原博美 松尾正平 雪代敬子 |
| 36   | 宮内洋 伊吹聡太郎 井上茂 多田幸男 新海丈夫 高橋義冶 久保田鉄男 村上幹夫 長谷部亮 上野光雪 野村義一 雪代敬子                                                                                              |
| 37   | 岡崎友紀 雪代敬子 北川博子 三田登喜子 里木佐甫良 松尾正平 水村秦三 浜村理花 佐藤知多子 高野久美子 森みどり 渋谷まゆみ 間宮摩季子 安藤尚子 古川千江美 中島多恵 小栗一也                                   |
| 38   | 坂東正之助 工藤啓子 西塚肇 松尾文人 熊谷卓三 雪江由記 室井滋 打出親五 志村幸江 升元秦造 小海とよ子 大島朱実 阿部みゆき 三須志雄 大川内靖 森山周一郎                                                      |
| 39   | 白川和子 雪代敬子 上田忠好 大下哲矢 小笠原弘 花巻五郎 加地健太郎 磯野秋雄 湯浅洋行 岩淵健 柴田拓 小坂一也                                                                                                |
| 40   | 花沢徳衛 東郷晴子 高城淳一 仁和令子 中田博久 飛鳥裕子 倉石一旺 笹入舟作 林寛一 井上三千男 本田みち子 長谷部亮 藤井康次 大友淳 松田浩二 阿保隆一 加藤昭蔵 古今亭志ん駒                                    |
| 41   | 松木路子 伊沢一郎 石橋雅史 唐沢民賢 桂広行 龍のり子 宇乃壬麻 久保田鉄男 宮沢勇 松尾正平 鳴海剛 水尾理恵子 伊藤清美 矢沢裕美 高階一美 山岸晃子 三輪歩美                                                   |
| 42   | 土田早苗 外山高士 飛鳥裕子 倉島襄 だるま二郎 大村千吉 九九八十一 本田淳子 正木妙子 |
| 43   | 志喜屋文 原良子 草薙良一 清水宏 野本博 相原巨典 伊藤理枝子 小磯勝弥 遠藤征慈 |
| 44   | 児玉泰次 加治寿一 下川辰平 |
| 45   | 荒谷公之 小栗一也 立枝歩 陶隆司 武藤英司 大木正司 福山象三 河野弘 津野哲郎 内田佳昭 檀喧太 那須のり子 鳴海剛 河本まゆみ 原博美 宮沢勇 加藤嘉                                                             |

## スタッフ
- 原作：笹沢左保
- 製作・原案：杉良太郎
- 企画：白川文造（フジテレビ）、佐々木太郎
- プロデューサー：能村庸一（フジテレビ）、矢島進
- 脚本：山野四郎、白井更生、田上雄、山浦弘靖、中村勝行、杉本容子、石堂淑朗、関口三郎、和久田正明、岡田光治、田村多津夫
- 監督：高橋繁男、西山正輝、手銭弘喜、林伸憲、小俣尭、小山幹夫
- 撮影：西山誠
- 美術：鳥居塚誠一
- 編集：香園稔
- 調音：豊田博
- 音響効果：宮田塙
- 選曲：小原孝司
- 音楽監修：浜圭介
- 音楽：渡辺岳夫
- 主題歌（エンディングテーマ）：「飛翔」(作詞:保富康午、作曲:浜圭介、編曲:竜崎孝路、唄:杉良太郎)
- ナレーター：小林清志
- 殺陣：村上豪（大内剣友会）
- 企画協力：富士企画
- 時代考証：名和弓雄
- 合気道指導：養神館
- 小道具：高津装飾美術
- 舞台装置：美建興業
- 現像：東京現像所
- スタジオ：国際放映
- 衣裳協力：京都ウエダカン、愛染
- 製作：杉友プロダクション、フジテレビ

## 放映リスト
| 話数 | サブタイトル           | 放送日         |
| ---- | ---------------------- | -------------- |
| 1    | 同心の泣いた日         | 1981年 10月8日 |
| 2    | 明日なき逃亡           | 10月15日       |
| 3    | 再会                   | 10月22日       |
| 4    | 地獄のお告げ           | 10月29日       |
| 5    | 根なし草の女           | 11月5日        |
| 6    | 遠い国から来た女       | 11月12日       |
| 7    | 折り鶴が飛んだ         | 11月19日       |
| 8    | 忍びの殺人剣           | 11月26日       |
| 9    | 闇に哀しみの花が散った | 12月3日        |
| 10   | 殺し講もうで           | 12月10日       |
| 11   | 旗本斬り               | 12月17日       |
| 12   | 密会の女               | 12月24日       |
| 13   | 姑ごろし               | 1982年 1月7日  |
| 14   | 父子十手               | 1月14日        |
| 15   | さすらいの青春         | 1月21日        |
| 16   | 寄場破り               | 1月28日        |
| 17   | 殺しを見た女           | 2月4日         |
| 18   | 母子鳥いつの日         | 2月11日        |
| 19   | 仇討浪人うらみ花       | 2月18日        |
| 20   | 地獄の沙汰             | 2月25日        |
| 21   | 切腹                   | 3月4日         |
| 22   | 恐怖の町               | 3月11日        |
| 23   | まぼろしの女           | 3月18日        |
| 24   | 神を売った男           | 3月25日        |
| 25   | ひと質                 | 4月8日         |
| 26   | 片腕の女               | 4月15日        |
| 27   | 悪女の子守唄           | 4月22日        |
| 28   | 俺は生き証人           | 5月6日         |
| 29   | 死の花嫁行列           | 5月13日        |
| 30   | 消えた花嫁             | 5月20日        |
| 31   | 殺人鬼に罠をかけろ     | 5月27日        |
| 32   | 別れの歌               | 6月3日         |
| 33   | 女賊が泣いた大川端     | 6月10日        |
| 34   | 怨みの錦絵             | 6月17日        |
| 35   | 八丁堀は大騒ぎ         | 6月24日        |
| 36   | 殺しの影               | 7月1日         |
| 37   | お姫様がいっぱい       | 7月8日         |
| 38   | 葵小僧始末             | 7月15日        |
| 39   | 黒い罠                 | 7月22日        |
| 40   | 火祭り変化             | 8月5日         |
| 41   | 姫の命五千両           | 8月19日        |
| 42   | 忍びの女               | 8月26日        |
| 43   | 小さな恋人             | 9月2日         |
| 44   | 通り魔                 | 9月9日         |
| 45   | 同心哀話               | 9月16日        |

## 前後番組
| フジテレビ系列 木曜21時台 | フジテレビ系列 木曜21時台 | フジテレビ系列 木曜21時台                                                            |
| 前番組                    | 番組名                    | 次番組                                                                               |
| ------------------------- | ------------------------- | ------------------------------------------------------------------------------------ |
| 江戸の用心棒              | 同心暁蘭之介              | 木曜ファミリーワイド ※20:02-21:48FNNニュース・明日の天気 ※21:48-21:54 【54分繰下げ】 |